# Frølunde Fed
Frølunde Fed – miasto w Danii, w regionie Zelandia, w gminie Slagelse.